# Presaddfed
Koordinaten: 53° 17′ 56,9″ N, 4° 28′ 51,6″ W
Presaddfed ist eine Megalithanlage auf der Insel Anglesey in Wales. Sie liegt unweit des Llyn Llywenan Sees, in der Mitte einer Weide. Unweit der Anlage Din Dryfol gelegen, ist es das küstenfernste Denkmal dieser Art auf der Insel.
Frances Lynch weist darauf hin, dass Anlagen wie Trefignath, mehrphasig entstanden sein können. Da der Hügel und andere typprägende Merkmale nicht mehr vorhanden sind, lässt sich die Anlage jedoch nicht einordnen. Eine Eigenschaft, die auf eine Zweiphasigkeit deuten ist, dass das Denkmal aus zwei Steinarten gebaut wurde. Eine ist lokal, an einem Felsaufschluss gewonnen worden, die andere ist ähnlich dem Steinmaterial mit dem Trefignath gebaut wurde. Ein Tragstein ist aus einem Konglomerat aus großen Kieselsteinen mit Quarzeinschlüssen. Die größere der beiden mittelgroßen Kammern ist gut erhalten. Der Dolmen besteht aus vier Tragsteinen und dem 0,5 m dicken Deckstein. Die zweite Kammer ist zusammengebrochen. Der abgerutschte Deckstein lehnt sich an zwei der einst mindestens vier Tragsteine.
In der Nähe liegt nördlich der Menhir von Tre-Gwehelydd.